# سيرجي غوارديولا
سيرجيو غوارديولا نافارو (بالإسبانية: Sergio Guardiola Navarro)‏ (29 مايو 1991 بماناكور في إسبانيا - ) هو لاعب كرة قدم إسباني في مركز الوسط. لعب مع خيتافي ب ونادي ألكوركون ونادي أونتينيينت ونادي برشلونة ب ونادي نوفيلدا وLorca Deportiva CF ‏ وJumilla CF ‏ وCF La Nucía ‏ ونادي إلدنس وريكريتيفو غرناطة ‏.

## وصلات خارجية
- سيرجي غوارديولا على موقع قاعدة بيانات كرة القدم.إي يو (الإنجليزية)
- سيرجي غوارديولا على موقع Soccerway.com (الإنجليزية)
- سيرجي غوارديولا على موقع عالم كرة القدم.نت (الإنجليزية)
- سيرجي غوارديولا على موقع AS.com (الإسبانية)